# 鈴鹿市立天名小学校
鈴鹿市立天名小学校（すずかしりつ あまなしょうがっこう）は、三重県鈴鹿市御薗町にある公立小学校。
近くに鈴鹿市立天栄中学校があり、同中学校区に属する。
校区は大きく御薗地区と徳田地区に分かれる。

## 周辺
- JA鈴鹿天名支店
- 鈴鹿天名郵便局
- 中ノ川
- 徳田駅 (三重県)
- 鈴鹿市立天栄中学校